# Rock progressif
 (mars 2015).
Si vous disposez d'ouvrages ou d'articles de référence ou si vous connaissez des sites web de qualité traitant du thème abordé ici, merci de compléter l'article en donnant les références utiles à sa vérifiabilité et en les liant à la section « Notes et références ».
Sous-genres
Metal progressif, rock wagnérien, rock néo-progressif, new prog, space rock, krautrock, zeuhl, pop progressive
Genres associés
Art rock, metal progressif, rock symphonique, hard rock, arena rock, rock in Opposition, math rock, post-rock, house progressive
Le rock progressif, ou sous sa forme abrégée prog rock, est un sous-genre de la musique rock, qui apparaît au Royaume-Uni et en Allemagne vers la fin des années 1960, puis se développe progressivement en Europe, et, enfin, dans le monde entier, au cours de la décennie suivante. Tirant son origine du rock psychédélique, ce courant a pour particularité de conférer au rock une plus grande crédibilité artistique. Il se caractérise par l'éloignement du format de la musique populaire au profit de techniques musicales et instrumentales plus souvent associées au jazz et à la musique classique.
Le rock progressif se distingue par ses expérimentations rythmiques, harmoniques et instrumentales. À cela s'ajoute une certaine liberté dans le choix des instruments. Claviers et synthétiseurs, notamment, occupent une place importante au sein des formations progressives. L'ajout d’instruments rares dans la musique rock — la flûte traversière, le saxophone, le violon, le vibraphone, voire l'harmonium, notamment — est également courant.
C’est dans les années 1970 que le rock progressif atteint sa plus grande popularité. Les principaux groupes ayant participé aux premiers développements sont The Nice, Yes, King Crimson, Genesis, Pink Floyd, Supertramp, Emerson, Lake and Palmer, Soft Machine, Electric Light Orchestra, Jethro Tull, Tangerine Dream, Camel. De nombreux artistes et groupes se réclamant de cette mouvance progressive se développent internationalement[pas clair], avec notamment le krautrock allemand et le rock progressif italien. Le déclin de la vague originelle de rock progressif commence en 1977 ; il est généralement attribué à l'avènement de deux autres mouvements musicaux, le punk et la new wave, qui cherchent à retrouver la simplicité et le côté brut du rock original. Au cours des décennies suivantes, le mouvement néo-progressif adopte une structure musicale moins sophistiquée et prend la relève. Au début du XXIe siècle, le rock progressif connaît une certaine reconnaissance ; il se poursuit non seulement par le mouvement rock néo-progressif mais aussi par le new prog appelé parfois aussi « post-prog ».

## Terminologie
En préambule, il est bon de rappeler qu'ici, le terme « progressif » vient d'une mauvaise traduction de l'anglais progressive. La traduction exacte de « progressive rock » est en fait « rock progressiste »[réf. nécessaire], ce qui rend tout de suite beaucoup plus claires les ambitions des groupes qui en firent la promotion. L'expression « rock progressif », utilisée pour définir le genre, prendrait son origine dans le livret du disque homonyme de Caravan, paru en 1968.
Le terme recouvre bien souvent diverses appellations comme celle de « baroque rock » ou bien de « classical rock » ou encore d'« art rock » voire de « rock symphonique » ou « musique planante ». L'appellation la plus communément employée, du moins en France, reste bien « rock progressif ». En anglais, le genre est désigné sous l'appellation « progressive rock ».
À l'exception des groupes originels de rock progressif des années 1970, peu de groupes acceptent d'être étiquetés sous cette appellation. Certains artistes eux-mêmes évitent d'utiliser ce terme. C'est le cas par exemple de Peter Hammill, qui préfère qualifier sa musique d'art rock. Quant aux artistes évoluant dans le courant « krautrock », la plupart d'entre eux refusent catégoriquement d'être rattachés à ce style, considérant qu'ils ne font pas du rock. Cela s’explique, notamment par le fait que la ligne éditoriale des revues à grand tirage comme Rock & folk ou, plus récemment, Les Inrockuptibles considèrent cette musique comme savante, et donc éloignée de l’esprit rock des origines qui se voudrait binaire, rebelle et efficace.
Les groupes progressifs des années 2000 se revendiquent plus facilement du rock progressif mais en y ajoutant un qualificatif comme néo-(prog), new (prog) voire post-(prog).

## Caractéristiques
Le rock progressif est issu directement du rock, mais est caractérisé par ses influences provenant du jazz, du folk et des musiques classique et contemporaine afin d'étendre les possibilités et les limites de la musique populaire. Le style s'attache ainsi à offrir une forme musicale plus libre, ne se limitant pas aux caractéristiques principales du rock (morceaux courts, rythme binaire, schéma caractéristique : couplet/refrain/couplet, les trois accords du blues...). En cela, l'approche des artistes de rock progressif est assez similaire à celle des artistes de jazz de la scène expérimentale : longues explorations instrumentales, suites d'accords complexes, etc.. Les instruments prennent régulièrement le pas sur les voix.

### Structure
Le rock progressif, lorsqu'il apparaît vers la fin des années 1960, poursuit et accentue l'idée d'abandon du format traditionnel de musique populaire, introduit par les groupes psychédéliques de l'époque tels que Cream et The Jimi Hendrix Experience. Ainsi, l'expérimentation de nouvelles formes musicales devient le pivot central du genre, et les morceaux parfois s'étendent sur des durées relativement longues. Dans ce cas, à l'instar des compositions classiques, certaines chansons sont formées de différentes sections contrastant les unes avec les autres, liées par une thématique commune. Ainsi, en règle générale, ces différentes sections alternent entre parties chantées mélodiques et explorations instrumentales très complexes, mettant l'accent sur une utilisation poussée de théorie musicale : polyrythmie, contrepoint, gammes inusitées et signatures rythmiques composées. En outre, certains groupes de musique progressive font référence à des techniques de composition typiques à la musique classique ; la structure de la pièce Close to the Edge de Yes est souvent comparée à celle d'une sonate, et plusieurs morceaux du groupe Gentle Giant sont caractérisés par son utilisation du contrepoint et ses emprunts au madrigal et à la musique baroque.
Cependant, malgré ces fréquentes références à la musique classique, il existe également plusieurs artistes de rock progressif empruntant au jazz en forme et en structure. Cette branche du genre prend ses origines dans la Canterbury Scene, scène locale de l'université du Kent, en Angleterre, avec ses groupes phares comme Soft Machine, Caravan et Gong, et est caractérisée par une approche dirigée davantage vers l'improvisation et la fusion du free jazz et du rock psychédélique. À l'image de la scène jazz qui commençait au même moment à intégrer des influences rock, avec le Bitches Brew de Miles Davis et le groupe Mahavishnu Orchestra, par exemple, certains groupes de la scène progressive anglaise incorporaient de longues séquences d'improvisation dans leurs morceaux. Un exemple notoire serait certainement King Crimson, dont la musique emprunte au free jazz (avec des morceaux tels que Moonchild et Providence) suit une forme moins rigoureusement structurée que celle de Yes, Gentle Giant et Genesis,.
Néanmoins, comme le décrit John Petrucci de Dream Theater, la musique progressive est justement caractérisée par l'absence de limites stylistiques. Ainsi, les influences liées à la structure musicale dépendent largement du groupe dont il est question : il est fréquent de retrouver des influences folk (Jethro Tull, Harmonium), atmosphériques (Pink Floyd, Hawkwind), pop (Supertramp, Nikka Costa, Phil Collins, Peter Gabriel), expérimentales (Magma, Frank Zappa) et hard rock (Rush, Uriah Heep).

### Instrumentation

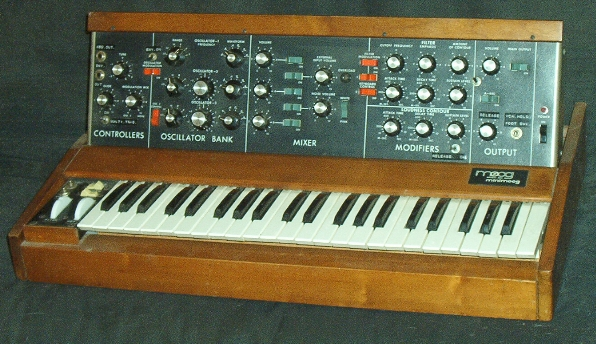
Minimoog, instrument typique du rock progressif des années 1970.

Outre les instruments classiques du rock (guitare, basse, batterie), plusieurs musiciens et groupes progressifs incluent dans leur musique une instrumentation inusitée et variée, contribuant à leur volonté de repousser les limites de leur musique . Ainsi s'ajoutent à la liste des instruments de base du rock progressif les claviers, à commencer par le piano, mais également l'orgue Hammond, le piano électrique Würlitzer, le mellotron et les synthétiseurs. Coïncidant avec la naissance du genre, plusieurs de ces instruments furent conçus et commercialisés durant les années 1960, et à l'origine utilisés comme substituts à la présence d'un orchestre. Cependant, le mellotron plus spécialement, devint rapidement un élément caractéristique de certains groupes tels que Genesis, Yes et les Moody Blues, non pas pour la précision de la qualité de sa reproduction de sons orchestraux, mais pour sa capacité à construire des ambiances.
Cependant, des instruments plus atypiques à la musique populaire ne sont pas rares parmi les groupes du mouvement: la flûte traversière (Genesis et Jethro Tull), le saxophone (Van Der Graaf Generator), la trompette (Ekseption) et le violon (U.K. et Van Der Graaf avec Graham Smith) sont parfois intégrés parmi l'instrumentation principale caractéristique. De plus, certains groupes aux influences plus classiques intègrent des ensembles de cordes, de cuivres ou de bois — parfois des orchestres symphoniques complets (Procol Harum) — et des chœurs.

### Concepts, thèmes et imagerie
La genèse de l'idée d'album-concept dans la musique rock est généralement attribuée à l'album Sgt. Pepper's Lonely Hearts Club Band des Beatles, paru en 1967. L'aspect conceptuel apporté par cet album fut particulièrement développé et exploité dans les années 1970, devenant rapidement un élément important chez plusieurs groupes de la scène progressive. Il devint pratiquement une norme au sein du mouvement que de regrouper les morceaux d'un album sous un thème commun, et parfois même dans des formes plus développées et théâtrales — le format d'album deviendra alors, dans certains cas, un véritable média narratif, racontant une histoire d'une façon comparable à un opéra. Tommy des Who, Tales from Topographic Oceans de Yes, The Dark Side of the Moon et The Wall de Pink Floyd, The Lamb Lies Down on Broadway de Genesis et Thick as a Brick de Jethro Tull constituent quelques exemples des plus notoires de cette notion d'utilisation de l'album comme moyen de narration.  L'idée de l'album-concept sera reprise plus tard par des groupes de la tendance dite néo-progressive des années 1980 et 1990, tels les albums Misplaced Childhood et Brave de Marillion ou The World de Pendragon. 
En outre, les concepts utilisés par les artistes progressifs sont généralement recherchés, et tentent de s'éloigner des thèmes communs à la musique pop, tels que l'amour, la danse et la sexualité. Des domaines plus intellectuels tels que la philosophie et la psychologie comptent parmi les plus fréquentes sources d'inspiration thématiques de plusieurs paroliers de la scène progressive. De plus, les œuvres de fiction et la littérature classique font souvent des influences, et on retrouve régulièrement des thèmes associés au fantastique, à l'ésotérisme et à la science-fiction, et touchent parfois — souvent parallèlement à une des influences citées auparavant — à la critique sociale. Par exemple, inspiré du roman La Ferme des animaux de George Orwell, l'album Animals de Pink Floyd constitue une vive critique métaphorique du système capitaliste, de même que Thick as a Brick de Jethro Tull critique satiriquement la division des classes sociales au Royaume-Uni. En France, le groupe Ange comptera plusieurs albums à thème dans sa discographie dont les légendes de la paysannerie de la Haute-Saône au siècle dernier dans l'album Émile Jacotey, le Moyen Âge dans l'album : Au-delà du délire, l'univers magnifié du cirque et des gitans dans Par les fils de Mandrin ou encore une transposition de la guerre de Troie au XXe siècle dans La gare de Troyes...
La notion d'album-concept emmène également chez certains artistes un désir de graphisme et d'imagerie unique et représentative du concept ou de la musique en question. On désire développer une identité visuelle. Brisant avec la tradition de représenter les artistes au-devant d'un album, cette volonté donne lieu à la création d'une multitude de pochettes d'albums conceptuellement complexes réalisées par des artistes professionnels. Souvent, dans le format vinyle de l'époque, une pochette de disque, une fois dépliée, peut constituer une vaste fresque. Cela est le cas notamment des pochettes réalisées par Roger Dean, spécialement pour le groupe Yes, qui sont caractérisées par un style largement imaginaire soutenant la musique du groupe. On peut également citer la firme de graphisme Hipgnosis, réalisant des illustrations au sens plus subtil et parfois tirant du surréalisme.

## Histoire

### Origines
Vers la fin des années 1960, le rock psychédélique est à son apogée. Certains artistes du genre commencent alors à y mélanger des éléments et des influences de jazz, de musique orientale ou de musique classique. Les deux albums des Beatles, Revolver (août 1966) et, encore davantage, Sgt. Pepper's Lonely Hearts Club Band (juin 1967), contiennent des éléments précurseurs du mouvement progressif. On parle alors de proto-prog.
Les longues expérimentations, toujours issues du rock psychédélique, font leur apparition dans le rock, avec des musiciens tels que Jimmy Page, Jeff Beck et Math Lach. Les Yardbirds imposent l'expérimentation dans le rock dès 1966, pendant que Jeff Beck s'inspire du Boléro de Ravel, sur un morceau intitulé Beck's Bolero (avril 1967), mariant ainsi pour la première fois rock et musique classique. Autre groupe important dans le domaine de l'improvisation : 1-2-3, renommé plus tard The Clouds, qui commence à composer de longs morceaux improvisés, ne possédant pas de structures préétablies. D'autres groupes suivent le mouvement, tels que les américains Grateful Dead ou Iron Butterfly (ce dernier avec, par exemple, la chanson In-A-Gadda-Da-Vida, mai 1968) et, bien sûr, Jimi Hendrix. Parallèlement, d'autres groupes, comme The Nice ou The Moody Blues (ces derniers sur l'album Days of Future Passed, novembre 1967), mélangent délibérément rock et musique classique, produisant de très longs morceaux, non basés sur des improvisations. Dans une veine similaire, l'opéra-rock Tommy (1969) des Who, par ses thèmes récurrents et certains morceaux à l'ambiance changeante, se rapproche de la signature de futurs groupes de progressifs, bien que l'opéra-rock soit un style à part entière.
En 1969, le groupe américain Touch sort un album homonyme qui marque les esprits. Le meneur du groupe, Don Gallucci, explique que : « Ce disque a été conçu comme une sorte de quête spirituelle, son but était de permettre à l’auditeur de modifier son état de conscience en passant non par la méditation ou la drogue, mais par la musique. » Le disque est cité comme une source d'inspiration à la fois par Kerry Livgren (Kansas), Yes et Uriah Heep. Le groupe n'a pas sorti d'autre album. Frédéric Delâge considère le groupe comme l'un des précurseurs du rock progressif injustement oublié.

### Débuts

#### Angleterre

##### Premiers groupes

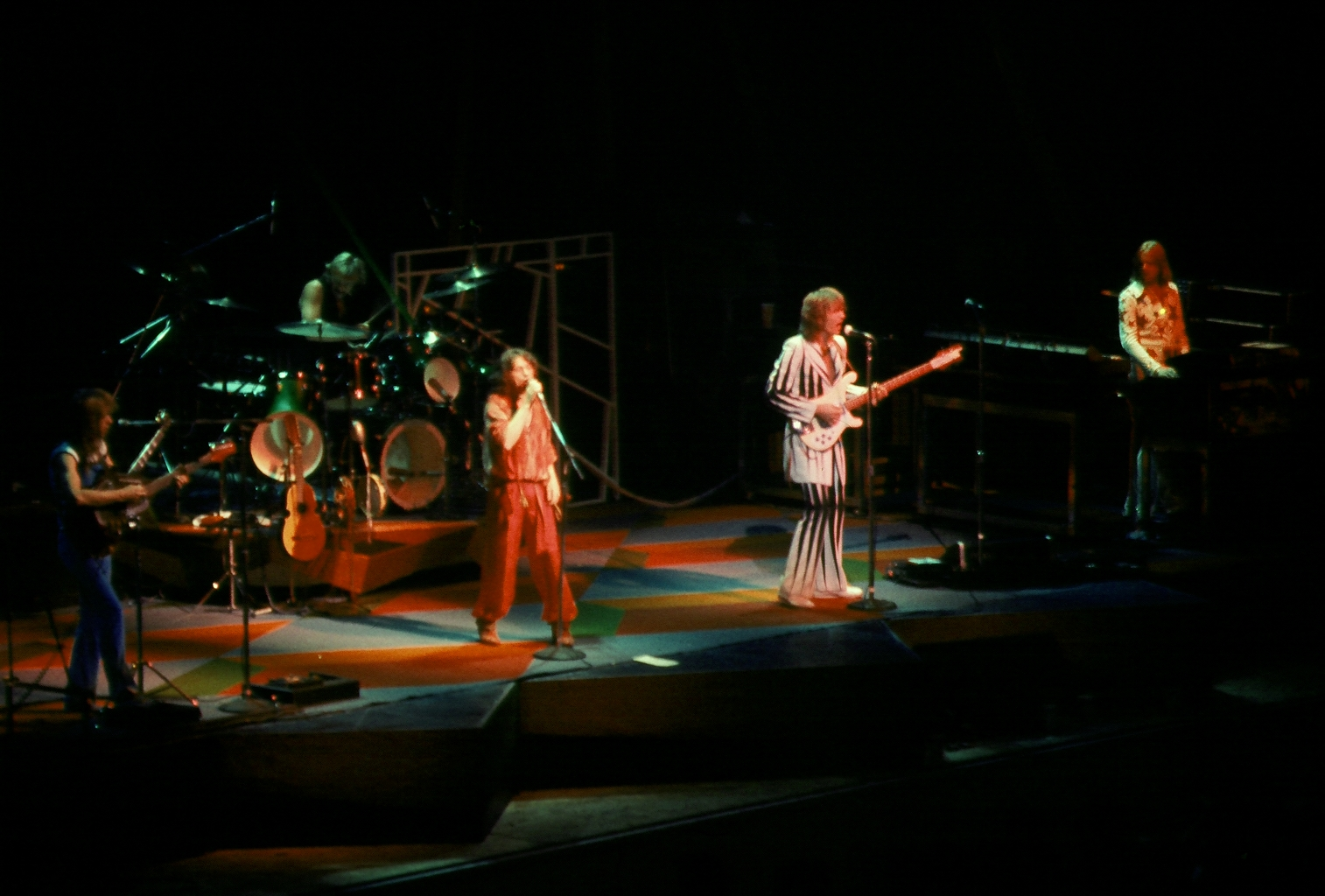
Le groupe Yes en 1977.

En 1968, quatre groupes britanniques, The Nice, Soft Machine, Pink Floyd et Van der Graaf Generator, ont l'idée de reprendre toutes les innovations de la période proto-prog (longues improvisations, synthétiseurs…), afin de créer un style bien distinct du rock, et plus particulièrement du rock psychédélique. Mais on s'accorde à dire que la pièce fondatrice du rock progressif est l'album In the Court of the Crimson King de King Crimson, publié en octobre 1969. D'autres groupes, venus du rock psychédélique ou du blues pour la plupart, vont décider d'orienter volontairement leur musique vers le rock progressif annoncé par King Crimson. Ainsi Yes sort Time and a Word sur lequel ils firent appel à une section de cordes incluant violons et violoncelles, dans une veine plus symphonique ; Genesis publie Trespass ; Van der Graaf Generator sort The Aerosol Grey Machine, au son fortement empreint de musique électronique ; Jethro Tull introduit la musique folk dans le style avec Aqualung. Pink Floyd également change de style, à la suite de la perte de son guitariste et compositeur Syd Barrett, et sort Atom Heart Mother.
Le succès allant croissant, de nouvelles formations tentent l'aventure. On retrouve alors le groupe Emerson, Lake and Palmer (abrégé en ELP), avec Keith Emerson ex-The Nice, Greg Lake ex-King Crimson et Carl Palmer issu du trio Atomic Rooster, qui devient un des plus grands du rock progressif, ou encore Gentle Giant, qui apporte une touche de médiévalisme dans sa musique. Le succès du style à l'époque s'explique en partie dans le fait que certains courants du progressif touchent un public très nombreux, gagnant notamment des adeptes parmi les fans déçus du mouvement peace and love, qui s'essouffle en cette fin des années 1960. Avec ses textes très élaborés, le rock progressif va également complètement se couper du rock. De la « bonne humeur » des années 1960, on passe à des textes plus réfléchis et plus sombres. On peut citer Van der Graaf Generator et ses textes existentialistes, la philosophie nihiliste de Pink Floyd ou les pamphlets de Genesis (The Knife, Stagnation).

##### École de Canterbury
L'école de Canterbury, ou son de Canterbury, naît en 1963 dans la cité de Canterbury, et regroupe, à l'époque, de nombreux futurs grands noms du rock progressif. Ce mouvement trouve son origine dans un ensemble obscur dénommé The Wilde Flowers. Cette formation ne sort aucun album, mais ses musiciens vont par la suite fonder de très nombreux groupes, dont le style sera désigné sous le nom d'École de Canterbury. On retrouve notamment les musiciens Hugh Hopper, Robert Wyatt, Richard Sinclair, Kevin Ayers, Richard Coughlan, Daevid Allen, Steve Hillage et Pye Hastings. Ces derniers fonderont par la suite deux groupes majeurs du rock progressif : Caravan et Soft Machine. Si le style est parfois plus proche du jazz fusion que du progressif, l'École de Canterbury est reconnue comme un courant de ce dernier.
L'École de Canterbury commence vraiment à prospérer en 1969, avec l'arrivée massive de nouveaux musiciens, parfois étrangers, changeant régulièrement de groupe, ce qui explique la richesse du style. On peut citer les Wilde Flowers, qui muteront plus tard en Soft Machine, Gong, Henry Cow, Camel, Khan, Egg, Hatfield and the North, Matching Mole ou National Health.

##### Rock in Opposition
Le collectif rock in opposition, fondé au début des années 1970 par Fred Frith, guitariste d'Henry Cow, regroupe, à l'image de l'école de Canterbury, un grand nombre de groupes de rock progressif. Il est créé à l'origine pour s'opposer à l'industrie du disque, qui refusait de sortir leurs albums. De ce mouvement contestataire naît un véritable collectif d'artistes avant-gardistes du rock progressif. Leur style, aux mélodies sombres et au jeu libre, pousse plus en avant les techniques d'expérimentation. Les principaux groupes sont Univers Zéro, Art Zoyd, Etron Fou Leloublan, Art Bears et Aksak Maboul. Même si ce mouvement ne dure que quelques années, il joue un rôle décisif dans l'histoire du rock progressif des années 1970. L'appellation de « rock in Opposition » est d'ailleurs toujours utilisée pour décrire les groupes restant en dehors des normes établies par le commerce de la musique enregistrée.

##### Tendance progressive
Outre le rock progressif, la période des années 1970 représente l'apogée de la pop et du hard rock. Ainsi certains groupes, issus de l'un ou l'autre style, sont influencés par le rock progressif et l'injectent dans leur musique. C'est la naissance des groupes dits « à tendance progressive ». On peut citer notamment The Alan Parsons Project, Barclay James Harvest, Manfred Mann's Earth Band et Electric Light Orchestra. Ces derniers, contrairement aux artistes de rock progressif, s'orientent vers une musique plus « radio-friendly », c'est-à-dire plus commerciale. D'autres, tels Led Zeppelin et Supertramp, laissent constamment une empreinte progressive, plus ou moins prononcée selon leurs albums.

#### Eurock
La scène d'Europe continentale est désignée sous le nom d'eurock, par opposition au rock progressif britannique, « eurock » étant initialement le nom d'un programme de radio et d'un magazine californiens consacrés au rock progressif européen continental.

##### Allemagne
Dès le début des années 1970, l'Allemagne présente une très riche scène de groupes progressifs. D'un côté, le krautrock, plutôt instrumental et électronique, aligne un nombre impressionnant de groupes : Can, Popol Vuh, Cluster, Klaus Schulze, Faust, Guru Guru, Kraftwerk, Tangerine Dream, Amon Düül II, Ash Ra Tempel, Floh de Cologne, Triumvirat ou encore Neu!. Si ce genre n'est pas reconnu unanimement comme un courant du rock progressif (à commencer par ces groupes eux-mêmes), il n'en reste pas moins un des plus créatifs en Europe. Klaus Schulze et Tangerine Dream sont également à l'origine d'un nouveau courant : l'ambient. De l'autre, quelques groupes produisent une musique très proche de celles des groupes progressifs anglais, comme Triumvirat, très proche d'Emerson, Lake and Palmer, Ramses et, plus tard, Eloy, dans un style situé entre Yes et Pink Floyd.

##### France
En France, la « vague » rock progressif arrive également très tôt. Les deux premières grandes formations sont fondées en 1969 : il s'agit d'Ange et de Magma. Si le premier est fortement influencé par le rock progressif anglais de Pink Floyd et de King Crimson, le second en est très loin. Le leader du groupe, Christian Vander, très influencé par le jazz de John Coltrane, est à l'origine d'un nouveau courant du prog, le zeuhl, dont Magma reste bien sûr la référence. Le groupe impressionne en France et parvient à percer outre-Manche. Au début des années 1990, un groupe parisien instrumental, Xaal, s'inscrira dans la direction musicale tracée par Christian Vander, sans toutefois parvenir à percer.
Les deux albums du groupe Moving Gelatine Plates (Moving Gelatine Plates et The World of Genius Hans) représentent également le genre musical progressif.
D'autres groupes, tels que Carpe Diem, Atoll, Pulsar, Catharsis, Rhesus 0 ou Shylock resteront dans la même veine qu'Ange, sans pour autant égaler le succès de celui-ci ou réussir à imposer leur propre style (Pulsar sera qualifié de « Pink Floyd français », Atoll de « Ange bis » ou encore de « Yes français », quant à Artcane, quatuor de Clermont-Ferrand, il produira un rock progressif expérimental et avant-gardiste, plus dans la lignée de King Crimson). Une autre formation française, Taï Phong, créée par deux frères viet-namiens Khanh Maï, chant et guitares et Taï Sinh chant basse, guitare et synthétiseur, avec Jean-Jacques Goldman au chant et guitares, rencontra un succès assez important en France.
On peut également citer Mona Lisa ou bien le groupe Elixir influencé par ses aînés français. La vague néo-progressive de la seconde partie des années 1980 touche également la France avec l'apparition d'une série de groupes délaissant l'héritage musical d’Ange pour s'inscrire dans une veine plus anglo-saxonne de néo-progressif (même si la majorité de ces formations conserve un chant en français) : Minimum Vital, Arkham, Éclat de Vers, Elephant & Castle… Le groupe le plus emblématique de cette période demeure Arrakeen qui assurera la première partie de Marillion sur les dates françaises de sa tournée Season's End en 1989-1990, se permettant de jouer au Zénith de Paris et d'y décrocher un rappel. Moins connu Elephant & Castle, lui, fait la première partie de deux concerts du groupe anglais Pendragon en avril 1992 à Paris et à Lille et est programmé par Francis Zégut dans son émission Colors sur RTL. Signes que le progressif français avait le potentiel de toucher un public élargi. La totalité de ces groupes a toutefois disparu dans les années 1990, incapables de quitter le monde underground de l'autoproduction et de la diffusion confidentielle de leur musique via des labels hyper-spécialisés tels Musea et le réseau habituel des fanzines consacrés au rock progressif.
Plusieurs festivals de rock progressif ont lieu en France, comme Crescendo (depuis 1999), Prog' Sud (depuis 2000), Prog' en Beauce (depuis 2013) ou encore Rock au Château (depuis 2015).

##### Italie
La scène italienne est bien souvent considérée comme un style à part entière, connu sous le nom de rock symphonique italien. Dans un style très proche du groupe anglais Gentle Giant et bien plus empreint de musique classique que les autres scènes européennes, le rock progressif italien aura son heure de gloire durant les années 1970 avec Premiata Forneria Marconi (PFM), Acqua Fragile, Area, Banco del Mutuo Soccorso, Le Orme, Osanna, Saint Just, Goblin, Museo Rosenbach, Il Balletto di Bronzo, Stormy Six, Arti e Mestieri, Opus Avantra, Perigeo, Rovescio della Medaglia, Biglietto per l'Inferno, Alphataurus, ou encore Locanda Delle Fate et Maxophone.

##### Pays-Bas
Le rock progressif hollandais restera également l'un des plus marquants dans l'histoire de l'Eurock. Plus proche d'un rock progressif plus ancré hard rock, mais pas moins soigné pour autant, il connaîtra son heure de gloire avec Focus, Kayak, Earth and Fire, Water, Supersister, Ekseption et Trace. La formation la plus marquante reste Focus, et les chansons Sylvia, Hocus Pocus (reprise plus tard par Iron Maiden) et Eruption.

#### Autres pays
- Belgique : Dragon, Machiavel, Womega, Flyte, Cosmic trip machine
- Danemark : Secret Oyster, Pan
- Espagne : Triana, Canarios, Iman, Gotic, Granada, Medina Azahara
- Finlande : Wigwam, Tasavallan Presidentti,
- Grèce : Aphrodite's Child, Socrates Drank the Conium
- Hongrie : Omega, After Crying, Solaris
- Norvège : Popol Vuh (rebaptisé Popol Ace pour éviter les confusions avec le groupe allemand du même nom), Folque, Junipher Greene, Airbag, Gazpacho, Magic Pie
- Suède : Kaipa, Änglagård, Knutna Navär, Flower Kings, Xinema
- Japon : Motoi Sakuraba, Ars Nova, Gerard, Déjà Vu

#### Amérique
L'arrivée du rock progressif se fait plus tardive en Amérique par rapport à l'Angleterre et au reste de l'Europe. La popularité des groupes britanniques aux États-Unis, notamment Pink Floyd et Genesis, encourage la naissance d'une scène progressive américaine vers le milieu des années 1970. Pavlov's Dog, Ambrosia, Fireballet, Happy The Man, mais surtout Kansas et Styx sont les fers de lance du rock progressif à l'américaine.
Autre groupe très important, Rush est une formation canadienne naviguant entre prog et hard rock dont le succès n'a cessé d'augmenter depuis les années 1970. La musique progressive est d'ailleurs très populaire au Canada (Rush, FM) et plus précisément au Québec, avec Harmonium, Octobre, Maneige, Sloche, L'Infonie aussi malgré le son plus jazzé, exemples rares de groupes francophones dans le monde du rock progressif. Notons aussi des groupes tels que Morse Code avec des albums comme La marche des hommes, Procréation ou Je suis le temps. On peut aussi citer d'autres groupes du Québec, dont Dionysos, avec entre autres Le prince croule, ou Contraction avec La bourse ou la vie. De ce dernier groupe d'ailleurs furent issus certains grands musiciens qui firent partie du collectif Ville Émard Blues Band, y compris Yves Laferrière, Christiane Robichaud et Michel Robidoux, ainsi que des futurs Harmonium Robert Stanley et Denis Farmer. Un autre grand du progressif au Québec est bien sûr Maneige, groupe instrumental très proche de Gentle Giant, avec les frères Vincent et Jérôme Langlois ainsi que le grand Gilles Schetagne à la batterie. On peut également mentionner Beau Dommage qui s'aventure dans un style plus progressif sur son deuxième album Où est passée la noce?, avec les pièces Bon débarras et, bien sur, Un Incident à Bois-des-Filion. Cette dernière occupe d'ailleurs l'entièreté de la seconde face du vinyle. Toujours bien en vie, le rock progressif québécois continue de s'illustrer aujourd'hui, notamment avec le groupe Mystery, dont le chanteur Benoît David un Montréalais, chante Yes sur l'album studio de Yes Fly from Here et sur l'album en concert In the Present: Live from Lyon sortis tous les deux en 2011. Notons aussi le groupe Huis, au sein duquel œuvre le guitariste Michel St-Père, qui joue aussi avec Mystery.
Au Brésil, Os Mutantes, issue du mouvement tropicalia, combine dès la fin des années 1960 des éléments de musique traditionnelle brésilienne, de rock psychédélique et de rock expérimental. Dans la même période un groupe américain nommé Starcastle crée un rock progressif très influencé par le groupe Yes. Mis à part Kansas et Rush, le rock progressif des Amériques restera dans l'ombre de ses homologues anglais et européens.

### Apogée

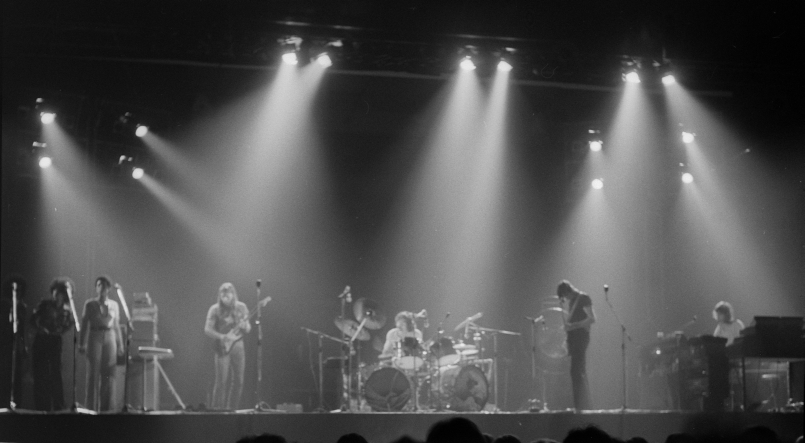
Pink Floyd en concert en 1973.

À partir de 1973, le rock progressif commence vraiment à devenir populaire en Europe, avec des artistes comme Mike Oldfield qui sort Tubular Bells (dont un court extrait se retrouve sur la bande sonore du film L'Exorciste), Camel qui sort Mirage, son plus gros succès, ou encore Jethro Tull, qui accumule les succès depuis Thick as a Brick. Pink Floyd sort coup sur coup trois albums des plus importants dans le rock progressif : The Dark Side of the Moon (1973), Wish You Were Here (1975), Animals (1977). En 1975, Camel sort un concept album, The Snow Goose, basé sur une nouvelle de Paul Gallico et qui propulse le groupe au top des ventes d'albums.
Genesis, après deux albums majeurs (Selling England by the Pound en 1973 et The Lamb Lies Down on Broadway en 1974) connaît une rupture importante avec le départ de son chanteur Peter Gabriel qui désole les fans du groupe. Le guitariste emblématique Steve Hackett quitte Genesis deux ans plus tard, en 1977. Le groupe évolue alors vers un style plus commercial. Yes sortiront durant les années 1970 trois grands albums majeurs du progressif, soit Close to the Edge, Tales from Topographic Oceans et Relayer, avant de revenir à un rock moins axé sur les longues suites de vingt minutes. Les deux albums qui suivent, Going for the One et Tormato, sont en effet constitués de chansons plus courtes et moins aventureuses. Ces succès importants du style progressif permettent à d'autres groupes de sortir de l'ombre, tels que Colosseum, référence en matière de jazz-rock à l'heure actuelle. Le batteur Jon Hiseman, le sax ténor Dick Heckstall-Smith ainsi que le bassiste Tony Reeves ont fondé Colosseum après avoir fait partie du John Mayall's Bluesbreakers.

### Rejet par le punk

Logo de l'album The Wall de Pink Floyd.

En 1977, le rock progressif perd de plus en plus d'adeptes et de reconnaissance de la part des médias, avec l'arrivée du mouvement punk. L'opinion critique britannique se rapproche alors de ce style de rock plus simple, plus agressif et surtout plus accessible. Le prog est alors décrié comme un style « pompeux » et « prétentieux ». Malgré cela, en 1978, sortit l'album Jeff Wayne's Musical Version of The War of The Worlds. Double album expérimental entre opéra-rock et popularisation des synthétiseurs dans les parties musicales, il devient culte pour cette révolution musicale.
Toutefois, les plus grands groupes de rock progressif réussissent à faire face, Pink Floyd sortant, en 1979 The Wall, l'un des albums les plus vendus de l'histoire. Après avoir intégré l'ex-parolier de King Crimson Peter Sinfield, Emerson, Lake & Palmer sort le fameux Brain Salad Surgery, souvent considéré comme le meilleur album du groupe. Puis continuant sur leur lancée, le trio va produire en 1977 le double album Works Volume I, qui sera son chant du cygne. En général, les groupes de rock progressif doivent tous en venir à un style plus accrocheur et simple, dans l'espoir de rendre leur musique plus accessible pour lutter contre les mouvements punk et disco. Leurs nouveaux styles tendent de plus en plus à se rapprocher du simple rock, avec la structure refrain-couplet-refrain, réduisant la longueur des chansons et sortant beaucoup plus de singles qu'avant, l'exemple par excellence en est le groupe Asia. Certains groupes y arrive sont brillamment (Pink Floyd, Genesis, Jethro Tull), d'autres continuent pendant les années suivantes où, même en simplifiant leur style, ne réussissent  plus à reconquérir le grand public (Camel, Yes, et Eloy, notamment), tandis que d'autres arrêtent totalement (Gentle Giant). Toutefois, il y a certaines exceptions confirmant la règle, tels que Rush et Dream Theater, se lançant dans le rock progressif au début de son déclin. Leur style mélange le rock progressif et le heavy metal. Ces deux groupes sont à l'origine de ce qui s'appellera, par la suite, le metal progressif.
Des groupes new wave ont des tendances ou influences progressives, telle que Wire, Magazine, Cardiacs ou Simple Minds. Ainsi le groupe britannique The Cure sort son huitième album studio Disintegration en 1989, sur lequel on retrouve la pièce The Same Deep Water as You, plus proche du rock progressif, de par son atmosphère ténébreuse et une sonorité plus calme, elle est aussi plus longue que les chansons habituelles du groupe.

### Années 1980

#### Transition vers le courant populaire
Avec la transition de la musique populaire vers un son centré sur les synthétiseurs et les sonorités plus électroniques, certains groupes phares du mouvement progressif de la décennie précédente se réorientent, délaissant leur complexité caractéristique en faveur d'une structure musicale plus simple, et parviennent à attirer de nouveau l'intérêt commercial. Rush lance Signals en 1982, nouvellement conduit par les synthétiseurs, Yes et Genesis effectuent un saut vers le pop rock, et atteignent les plus grands succès commerciaux de leur carrière avec les albums 90125 de Yes en 1983 et Invisible Touch de Genesis en 1986, respectivement,. Une grande partie des groupes ayant constitué la première vague de rock progressif se dissolvent, bien que certains persistent dans un mouvement dorénavant réduit. Le groupe Van Der Graaf Generator passe de quatre membres à trois à la suite du départ de son saxophoniste et flûtiste David Jackson.
On peut cependant entendre des échos du mouvement progressif dans certains groupes populaires de l'époque, Kansas, Styx et Foreigner, par exemple, s'appuient parfois sur des arrangements plus recherchés, tout en conservant un format musical simple et des caractéristiques du courant musical de l'époque.

#### Apparition et déclin du rock «néo-progressif»
Bien que l'intérêt général envers le mouvement progressif ait fortement décliné durant les quelques années précédentes, une seconde vague de groupes, quoique constituant une scène plus marginale, apparaît au début des années 1980, formant une nouvelle branche du genre, dite « néo-progressive ». Ces groupes poursuivent la composition de morceaux exploitant une structure complexe, héritage de leurs influences progressives, dans un contexte cependant plus accessible, influencés par le courant new wave du moment avec une coloration moins symphonique que leurs prédécesseurs. L'expérimentation musicale et l'improvisation perdent en importance, pour laisser place à un plus grand souci des mélodies et de l'émotion. Malgré ce tournant vers une influence plus accessible, le mouvement néo-progressif n'atteint jamais le niveau de popularité des groupes de la première vague, malgré des programmations régulières au Marquee de Londres et décline rapidement, à l'exception notable du groupe britannique Marillion signé par E.M.I. qui connut un vif succès en Angleterre et en Europe continentale au milieu des années 1980, notamment avec son concept-album Misplaced Childhood qui atteindra la première place des charts britanniques, scandinaves et allemands en 1985. 
Le rock néo-progressif atteint son apogée vers le milieu de la décennie, également porté par les groupes britanniques Pallas, Pendragon, Twelth Night et IQ, entre autres, même si leur succès resta confidentiel, faute du support médiatique et du soutien de major companies, qui avaient permis à  Marillion de sortir de l'underground pour toucher un public élargi. 

#### Apparition du metal progressif
Parallèlement au développement du rock « néo-progressif » et à la « New wave of British heavy metal » se forme un nouveau mouvement construit sur les cendres du rock progressif des années 1970, celui du metal progressif. Appliquant l’agressivité et la lourdeur du heavy metal à la complexité musicale du rock progressif, ce nouveau sous-genre se développe à partir du milieu des années 1980, avec des groupes tels que Fates Warning, Queensrÿche, Dream Theater et Voivod. Si le genre verra sa popularité augmenter considérablement la décennie suivante, certains groupes attirent déjà un certain nombre de supporteurs.
Des influences progressives se retrouvent aussi parmi la scène heavy metal, en expansion à l'époque. Les groupes Manowar,  Iron Maiden et Metallica sont souvent cités comme ayant intégré certains éléments caractéristiques à la musique progressive. 

### Années 1990
Au tournant des années 1990, la tendance progressive ne sera pas entièrement renouvelée; on assistera à la naissance d'une « troisième vague » de groupes progressifs, s'inspirant souvent des groupes des années 1970, effectuant en un sens un « retour aux sources ». Cette tendance sera critiquée par certains, la jugeant contraire au caractère par définition évolutif du rock progressif. Les groupes Flower Kings et Spock's Beard, par exemple, exploitent un style faisant référence à leurs racines, tout en explorant les nouvelles possibilités relatives à la durée offertes par le format CD à la popularité grandissante.
D'un autre côté, le metal progressif se développera grandement et gagnera largement en popularité au cours de la décennie. Les premiers succès relativement populaires du sous-genre seront les albums Empire et Operation: Mindcrime du groupe Queensrÿche. Dream Theater lancera un peu plus tard ses albums Images and Words et Awake, qui deviendront des succès considérables grâce à une diffusion inattendue à la radio et sur la chaîne de télévision musicale MTV. D'autres groupes tels que Fates Warning, Tool, Opeth, Symphony X et Crimson Glory parviendront à obtenir un succès commercial et critique considérable.
L'arrivée de nouveaux mouvements musicaux, tels que le rock alternatif et ses nombreux sous-genres, dans les années 1990, eut également un impact sur la scène progressive. Les groupes Radiohead et The Smashing Pumpkins, notoirement, intégrèrent à leur musique certains éléments d'expérimentation caractéristiques au mouvement progressif. Tirant son inspiration à la fois du rock progressif classique, du space rock, du mouvement alternatif, le multi-instrumentiste britannique Steven Wilson fonda en 1987 le groupe Porcupine Tree, se développant tout au long de la décennie pour finalement atteindre une popularité plutôt importante.
Du côté des groupes des première et deuxième « vagues » du mouvement progressif, les années 1990 ne constitueront pas une période plus prospère, au niveau commercial et critique, que la décennie précédente.

## Milieu social et niveau d'éducation musicale
Le rock progressif n'est pas associé aux classes ouvrières, mais majoritairement aux classes moyennes. Les musiciens sont plutôt, pour la plupart, des intellectuels : entre 1957 et 1962, alors qu'ils sont en âge de fréquenter une école secondaire, ils sont 95 % à mener de telles études, alors que ce taux n'atteint que 44,7 % chez la jeunesse de l'époque,.
Vis-à-vis de l'éducation musicale, les musiciens de rock progressif se situent entre les instrumentistes d'orchestres classiques et les musiciens de rock en général. Les musiciens les plus éduqués sont les claviéristes et ceux jouant des cuivres, qui forment le groupe ayant le plus fréquenté les institutions officielles de formation musicale. Les batteurs et les chanteurs sont en premier lieu des autodidactes, tandis que les guitaristes occupent une place intermédiaire.

## Influence sur d'autres styles
Le rock progressif a, depuis son apparition à la fin des années 1960, influencé de nombreux autres styles. Ainsi, on retrouve, dès 1970, des éléments progressifs chez certains groupes de hard rock, parmi lesquels Led Zeppelin (avec notamment Dazed And Confused, No Quarter (le son du piano électrique) In The Light, All My Love (le solo de synthétiseur de John Paul Jones) et Stairway to Heaven) ou encore l'américain Blue Öyster Cult, dont la plupart des chansons sont imprégnées de sonorités progressives. Le groupe allemand Scorpions commence sa carrière par deux albums fortement tournés vers le rock progressif et le rock psychédélique (Lonesome Crow en 1972 et Fly To The Rainbow en 1974). UFO a, par certains aspects, développé ses chansons dans une pensée progressive (Love To Love).
Mais le cas le plus flagrant reste Deep Purple, oscillant entre le hard rock et le rock progressif de ses débuts en 1968 (avec Shades of Deep Purple, The Book of Taliesyn et surtout Deep Purple) jusqu'en 1970 avec la chanson Child in Time, classique du groupe, malgré sa durée de plus de 10 minutes, s'inscrivant indéniablement dans la lignée des grandes chansons de rock progressif. Avec l'arrivée de Ian Gillan en 1970, le groupe perd petit à petit ses influences progressives, malgré quelques chansons (Lazy, par exemple).
Depuis peu, certains groupes de heavy metal, comme System of a Down ou Faith No More, incorporent des éléments influencés par le rock progressif, tels que des changements soudains de thème ou de tempo. En Europe, un certain nombre de groupes de métal symphonique ou gothique, fortement influencés par la musique classique, émergent, tels que Nightwish ou After Forever. Les œuvres d'artistes contemporains tels que Ween, des groupes de post-rock comme Sigur Rós ou Godspeed You! Black Emperor, et des groupes de rock alternatif comme Radiohead et Muse, sont souvent considérés comme incorporant des éléments de rock progressif, parfois combinés avec les sensibilités esthétiques du punk. Le groupe britannique Cardiacs s'est spécialisé depuis 1980 dans un genre de « punk progressif » et a influencé de nombreux autres groupes. Le genre math rock, qui a émergé dans les années 1990, comporte de nombreux éléments familiers du genre progressif, notamment l'utilisation de signatures rythmiques complexes.

## Popularité internationale
Bien que le rock progressif soit lancé en Angleterre, sa propagation rapide, dans toute l'Europe dans les années 1970 puis dans le monde entier, a permis à de nombreux groupes d'émerger dans des pays n'ayant pourtant au départ aucune culture progressive ni même parfois rock. Méconnue du grand public et dans une certaine mesure des amateurs du genre, l'Europe de l'Est développa en parallèle tout un panthéon du style. La Pologne (avec SBB), la Finlande (avec Pekka Pohjola), l'Estonie (avec Inspe et Ruja), la Tchécoslovaquie (avec Modry Effekt, Collegium Musicum et Fermata) et la Roumanie (avec Sfinx et Phoenix), pour ne citer que les plus importants.
Le Brésil compte quelques groupes d'hier et d'aujourd'hui (comme Bacamarte, Tempus Fugit, Quantum, Angra - Symphonic Metal à tendance progressive - ou Dogma). L'Argentine également (principalement avec Nexus, Crucis), ou encore le Mexique, pays accueillant actuellement le plus grand festival mondial du genre, le Baja Prog Festival. Le Japon est un cas particulier. C'est le seul pays asiatique à avoir développé le genre dans les proportions européennes. Les années 1970 lancent le genre et posent le socle des styles symphoniques et psychédéliques traditionnels anglais, avec des formations telles que Cosmo's Factory ou Shingetsu. Et pourtant, l'âge d'or du progressif japonais aura lieu dans les années 1980, époque moins faste en Europe. L'archipel voit se développer tout un arsenal de groupes (Gerard, ou Outer Limits sont les plus connus), pour ensuite se tasser vers la fin des années 1990.
Depuis le début des années 2000, le rock progressif est présent partout. L'Indonésie, l'Iran, l'Ouzbékistan, la Russie, Israël, Cuba, l'Islande et bien d'autres encore ont un patrimoine progressif, certes excessivement dissimulé et vraiment minime, mais réel. D'autres pays, tels la Chine, la Corée et certains pays africains, sont dotés de leur propre culture progressive, mais il est très difficile d'y avoir accès par la voie commerciale officielle et certains fans du genre se procurent ces raretés grâce aux relations et aux échanges favorisés par internet.

## Festivals et manifestations

### États-Unis
NEARfest, à Bethlehem, annuel depuis 1999 et sur trois journées, mais dont l'édition 2011 a été annulée.
ProgDay, à Chapel Hill, annuel depuis 1995 et sur un jour.

### Canada
Festival Terra Incognita (autrefois nommé "Convention Terra Incognita"), se tient à Québec (ville), dans la province de Québec au Canada. Ayant commencé le 8 octobre 2005, l'événement se tient en une journée, avec surtout des groupes locaux (six groupes la première année), puis sur deux jours depuis 2009 et sur trois journées à partir de la dixième édition de 2014. Trois groupes sont présents à chacune des journées. En plus de groupes internationaux, sont présentes de jeunes et moins jeunes formations québécoises. La convention a lieu en octobre à ses débuts. Depuis quelques années, l'événement se tient au mois de mai. Terra Incognita, ce sont aussi un magazine et une émission radiophonique hebdomadaire consacrés au rock progressif d'aujourd'hui. La 16e édition du festival, qui devait avoir lieu en mai 2020, est reportée pour une troisième fois dû à la pandémie, et a eu lieu finalement les 19, 20 et 21 mai 2023. Et cela au grand plaisir des fidèles amateurs du festival. C'est un franc succès, avec des groupes vedettes tel qu'Anekdoten (journée de vendredi et samedi) et La Maschera di Cera (journée de dimanche). N'oublions pas en plus, la participation de Nathanaël Larochette (les 3 jours en introduction) et de Polychuck (vendredi), The Lost Vision of The Chandoo Priest et Moon Letters (samedi), Karcius et Quel Che Disse Il Tuono (dimanche), à ce festival de 2023.

### Espagne
- Be Prog My Friend, à Barcelone, festival de rock et métal progressif, sur deux jours, fin juin, depuis 2013.

### France
- Prog'Sud à Marseille, entièrement consacré au rock progressif.
- Rock in Opposition France Event, à Carmaux (Cap'Découverte), consacré au rock in Opposition et aux musiques progressives en général.
- Crescendo, se déroule pendant trois jours au mois d'août depuis 1999 sur l'esplanade du Concié à Saint-Palais-sur-Mer (Charente Maritime, près de Royan).
- Prog en Beauce, quatre groupes de progressif différents sur une journée et une soirée fin octobre à Villemeux-sur-Eure (Eure-et-Loir) depuis 2013.
- Quadrifonic Festival consacré au rock progressif français à Chadrac (près du Puy-en-Velay) en septembre depuis 2015.
- Rock au Château : festival de rock progressif au Château de Villersexel en Haute-Saône au mois d’août depuis 2015 (avec notamment Ange en 2015, Pendragon en 2016, Caravan et Magma en 2017, Marillion en 2018, Gens de la Lune à toutes les éditions, etc.). The Flower Kings et Martin Barre de Jethro Tull en 2019.
- Prog Rock Session, émission de radio entièrement consacrée au rock progressif, diffusée sur Radio Primitive.

### Allemagne
- Night of the Prog à St. Goarshausen sur le rocher de la Loreley. Il a débuté en 2006 et se tient chaque année au mois de juillet sur 2-3 jours attirant des fans de toute l'Europe. Chaque année, de grands noms de la scène progressive viennent se montrer : Marillion, Pendragon, IQ, Steve Hackett, Transatlantic, Yes, Jethro Tull, Camel, Magma, Caravan, Steven Wilson, Dream Theater, Tangerine Dream, Barclay James Hervest, Roger Hogson, etc.[37].

### Belgique
- la Convention Prog-résiste, qui se déroule à partir de sa douzième édition (27 et 28 avril 2013) au Centre Culturel de Soignies[38].
- Le « Prog 66 Meeting », qui se déroule au Spirit of 66 de Verviers les 11, 12 et 13 octobre 2013[39].

### Mexique
- Baja Prog Festival